# کله (کاشان)
کمال الملک (کله) کاشان ، روستایی از توابع بخش نیاسر شهرستان کاشان در استان اصفهان ایران است. این روستا در 40کیلومتری غرب شهرستان کاشان و 15کیلومتری مشهد اردهال کاشان قرار دارد.
این دیار زادگاه مشاهیر و بزرگانی از جمله محمد غفّاری معروف به کمال‌المُلک، نقاش نامدار ایرانی است و به همین دلیل به روستای کمال الملک نیز معروف می باشد.
از دیگر مشاهیر این روستا می توان از شاعر بزرگ ادبیات ایران ابونصر شیبانی کله ، خطاط بزرگ کاشان محمد جلال الدین کله ، واعظ بزرگ کاشان حاج ملا لطف الله تاج، سرهنگ علی اکبر غفاري ، علی پاشا صالح و جهان شاه صالح نام برد.

## مکان های دیدنی
کَلّه دارای ابنیه تاریخی بسیاری است که درکنار اماکن بی نظیر طبیعی وگردشگری اش می تواند برای مخاطبان تازگی و جذابیت منحصر به فردی داشته باشد. این اماکن به قدری کم نظیر و ماندگارند که در کتاب مرجع و نفیس تاریخ کاشان به سه مورد از این اماکن اشاره شده که در این بخش به این موارد اشاره ای می کنیم:

### قدمگاه علی:
در ارتفاع ۱۹۰۰متری کوه زیبا وی تجر کوه کلّه شکاف بزرگی خود نمایی می کند که دران مکان شکافهای است در سقف که به صورت دائم و یکنواخت(قطره قطره)اب ازانها جاری است و مردم قدیم تا به امروز آن رااز معجزات حضرت علی (ع) میدانند.

### آبجه کهره:

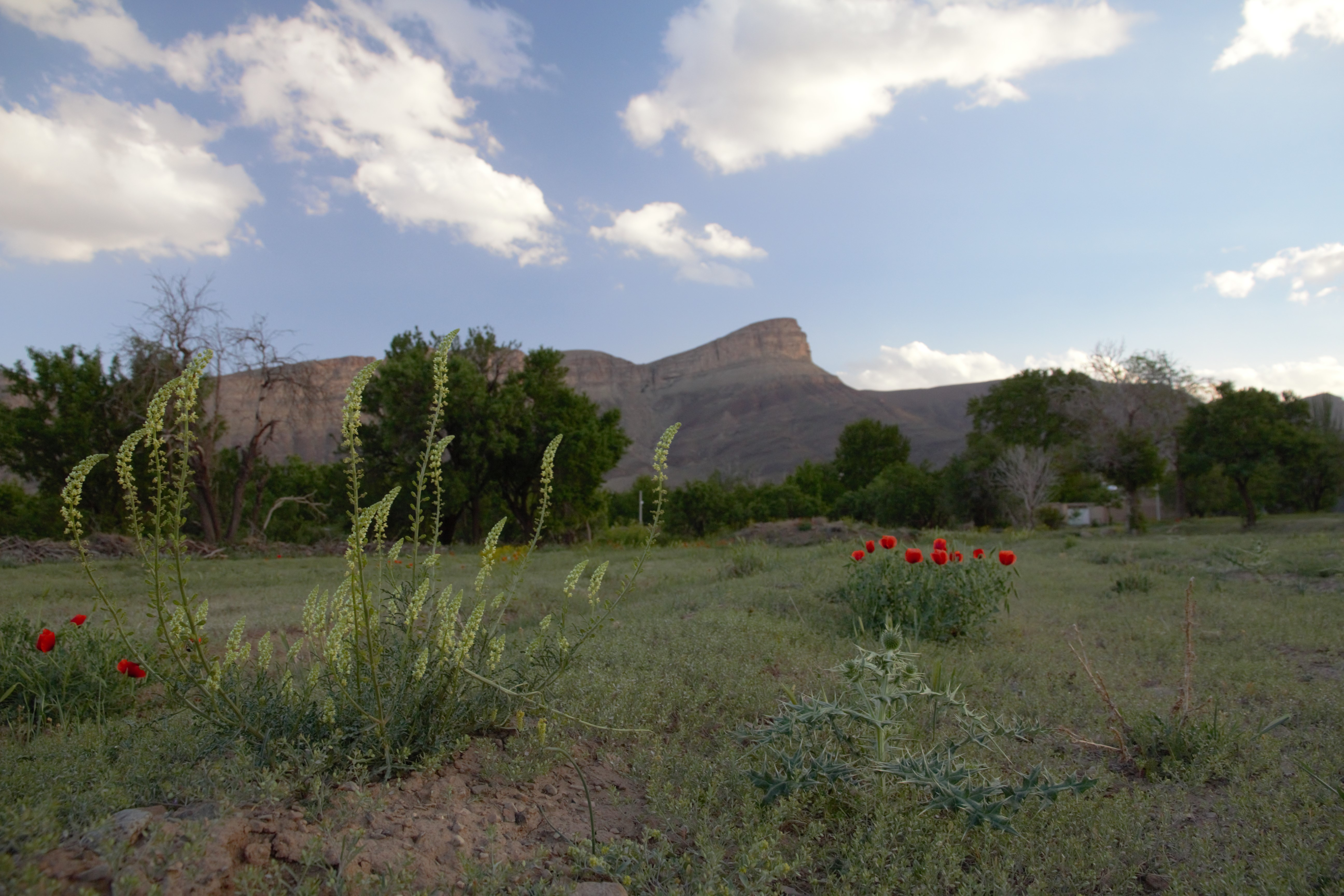

ضرابی در کتاب تاریخ کاشان این مکان را اینگونه توصیف میکند"در مقام مزبور نیز سوراخی است که از بطن آن کوه، آبی سرد و گوارا همیشه جاری است  به قدر لوله گلابدانی  و در جلو آن گودال آبی است سرد و گوارا و یک درخت جوز و یکی بید کهن در آب آن سبز شده و آن سوراخ را «آبجه کهره » گویند و چنان است که هر گاه کسی سر درون آن سوراخ برده به صدای بلند طولانی می گوید: «آبجه کهره! های! سه مهمان عزیزت بمده  به زبان رایجی «بمده» یعنی آمده  آب سرده». گویا کسی است که خبر را میشنود، فوراً جریان آن آب زیاد می شود و سه مساوی (= برابر) میشود و به قدر یک دقیقه می آید و فروکش مینماید. دو دفعه سر داخل کرده میگویند: «آبجه کهره! های! مهمان عزیزت بمده آب سرده» نیز جریان آب مزبور زیاد شود بدو مساوی و حکمت آن معلوم است» " در سال های پر آبی چشمه مذکور دارای آبی گوارا و خنک می باشد. مشهدی نوش آبادی صفه و چشمه موجود در کوه قدمگاه را محلی برای برگزاری جشن تیرگان توسط زرتشتیان پیش از گرویدن به اسلام میداند

### سوراخ سه میله:
در ۵۰۰ متر پایین تر از قدمگاه علی در ارتفاع ۱۵۰۰ متری سوراخی است که هر گاه در طول سال به‌خصوص بهار ۳ روز پیاپی باران ببارد آب ازاین سوراخ ناگهان جستن می کند و به شیب کوه جاری شده آبشارهای زیادی با مناظر زیبا در مسیرش ایجاد می شود.

## جمعیت
این روستا در دهستان کوه دشت قرار دارد و براساس سرشماری مرکز آمار ایران در سال ۱۳۸۵، جمعیت آن ۲۸۰ نفر (۹۷خانوار) بوده‌است.